# Andra budgetfördraget
Andra budgetfördraget, formellt fördraget om ändring av vissa finansiella bestämmelser i fördragen om upprättandet av Europeiska gemenskaperna och fördraget om upprättandet av ett gemensamt råd och en gemensam kommission för Europeiska gemenskaperna, är ett fördrag inom Europeiska unionen som undertecknades den 22 juli 1975 i Bryssel, Belgien. Det trädde i kraft den 1 juni 1977 efter att ha ratificerats av alla medlemsstater i enlighet med deras respektive konstitutionella bestämmelser.
Fördraget ändrade de tidigare fördragen om upprättandet av Europeiska gemenskaperna. Bland annat lades grunden för inrättandet av Europeiska revisionsrätten.